# Herb powiatu ełckiego
Herb powiatu ełckiego – jeden z symboli powiatu ełckiego, ustanowiony 28 marca 2013.

## Wygląd i symbolika
Herb przedstawia na tarczy w polu błękitnym pod srebrnym „Krzyżem Skomanda” kwiat lilii wodnej (grzybienia) tej samej barwy. Krzyż nawiązuje do znalezionej w 1929 r. urny z prochami i srebrnymi przedmiotami. Znalezisko przypisano Skomandowi, przywódcy plemienia Sudawów, żyjącemu w okręgu Krasima, w pobliżu dzisiejszego Ełku. Kwiat grzybienia nawiązuje do jaćwieskiej nazwy Ełk i bogactwa miejscowej flory. Słowo to, według jednej z hipotez, oznaczało w języku pruskim białą lilię wodną.